# Anemonia insessa
Anemonia insessa is een zeeanemonensoort uit de familie Actiniidae. De anemoon komt uit het geslacht Anemonia. Anemonia insessa werd in 1918 voor het eerst wetenschappelijk beschreven door Gravier. 